# 2027年國際足協女子世界盃外圍賽 (跨洲附加賽)
2027年國際足協女子世界盃外圍賽之跨洲附加賽將決出2027年國際足協女子世界盃的最後3個參賽席位。賽事分為兩階段進行，第一階段於2026年11月至12月期間進行，第二階段於2027年2月舉行。

## 席位分配
2024年12月10日，國際足協理事會頒布了跨洲附加賽的各大洲參賽席位分配與賽制規章。
- 亞洲足球聯盟：2 位名額
- 非洲足球協會：2 位名額
- 中北美洲及加勒比海足球協會：2 位名額（從第二階段開始）
- 南美洲足球協會：2 位名額（賽前國際足協世界排名較高者從第二階段開始）
- 大洋洲足球協會：1 位名額
- 歐洲足球協會：1 位名額（從第二階段開始）

## 賽制
附加賽第一階段於2026年11月至12月期間進行，此階段共有6支參賽隊伍，最佳的2支隊伍可晉級第二階段比賽；附加賽第二階段於2027年2月進行，此階段也有6支參賽隊伍，從第一階段晉級的2支隊伍將與來自中北美洲及加勒比海區（2隊）、南美洲區（1隊）、歐洲區（1隊）的4支隊伍進行比賽。第二階段隊伍將被分為3個路徑進行比賽，最後於各路徑中勝出的隊伍可取得世界盃參賽資格。

## 晉級隊伍
| 所屬聯盟                            | 資格來源                                                | 隊伍 |
| ----------------------------------- | ------------------------------------------------------- | ---- |
| 亞洲足球聯盟 （2 隊）               | 2026年亞足聯女子亞洲盃附加賽敗方                        |      |
| 亞洲足球聯盟 （2 隊）               | 2026年亞足聯女子亞洲盃附加賽敗方                        |      |
| 非洲足球協會 （2 隊）               | 2026年非洲女子國家盃附加賽勝方                          |      |
| 非洲足球協會 （2 隊）               | 2026年非洲女子國家盃附加賽勝方                          |      |
| 中北美洲及加勒比海足球協會 （2 隊） | 2026年中北美洲及加勒比海女子足球錦標賽附加賽勝方        |      |
| 中北美洲及加勒比海足球協會 （2 隊） | 2026年中北美洲及加勒比海女子足球錦標賽附加賽勝方        |      |
| 南美洲足球協會 （2 隊）             | 2027年國際足協女子世界盃外圍賽 (南美洲區)第三名         |      |
| 南美洲足球協會 （2 隊）             | 2027年國際足協女子世界盃外圍賽 (南美洲區)第四名         |      |
| 大洋洲足球協會 （1 隊）             | 2027年國際足協女子世界盃外圍賽 (大洋洲區)第二名         |      |
| 歐洲足球協會 （1 隊）               | 2027年國際足協女子世界盃外圍賽 (歐洲區)第八位附加賽勝方 |      |

## 外部連結
- 官方网站